# Семья акробатов с обезьяной
«Семья акробатов с обезьяной» (фр. Famille d'acrobates avec singe) — картина испанского и французского художника Пабло Пикассо. Относится к розовому периоду. Выполнена в смешанной технике на картоне гуашью, акварелью, пастелью и тушью в 1905 году. Находится в Гётеборгском художественном музее. Размер картины — 104 × 75 см.

## История и описание
Картина, созданная художником в начале 1905 года для выставки в Париже, является одним из знаковых произведений розового периода, в течение которого Пикассо изображал повседневную жизнь цирковых артистов, часто с оттенком меланхолии. 
На фоне драпировок серо-зелёного и голубого цветов изображены молодые мужчина и женщина, одетые в цирковые костюмы: женщина — в легкое голубое платье, а мужчина — в розовое трико Арлекина и шляпу двууголку. Они с нежностью смотрят на маленького ребёнка, сидящего на коленях у матери. В правой части картины на полу расположился павиан, который особенным, почти разумным взглядом также смотрит на мальчика. Вся сцена напоминает классические изображения Святого семейства, где центром композиции часто является младенец. В верхней части картона на голубом фоне есть надпись чёрной краской — «Picasso», а на оборотной стороне — «P 1905». Картон местами оставлен незакрашенным.
«Семья акробатов с обезьяной» изначально принадлежала брату и сестре Лео и Гертруде Стайнам, чей дом в Париже был местом встречи художников и интеллектуалов. Картина была одной из первых работ Пикассо, купленных Лео Стайном у арт-дилера Кловиса Саго осенью 1905 года, и приобретение «Семьи акробатов с обезьяной» стало началом дружбы между Пикассо и Стайнами. Известно, что картина пришла в Швецию через норвежского арт-дилера Вальтера Халворсена, а затем в Гётеборг, благодаря коллекционеру Конраду Пинеусу. С 1922 года картина является частью коллекции Гётеборгского художественного музея.